# Дневник Адах
Дневник Адах је 46. епизода стрип серијала Кен Паркер објављена у Лунов магнус стрипу бр. 632. Објавио ју је Дневник из Новог Сада у априлу 1985. године. Имала је 94 стране и коштала 70 динара. Епизоду је нацртао Иво Милацо, а сценарио је написао Ђанкарло Берарди. За насловну страну узета је оригинална Милацова насловница.

## Оригинална епизода
Оригинална епизода објављена је у фебруару 1982. год. под насловом Adah. Издавач је била италијанска кућа Cepim. Имала је 96 страна и коштала 700 лира.

## Кратак садржај
Епизода се састоји из три дела. Први део (стр. 3-46) прати детињнство мале Адах на робовласничком рачуну у периоду њеног рођења у Ричмонду до завршетка грађанског рата (1850-1866). Други део (Адахина самосталност, стр. 47-74) прати период укидања ропства и покушај Адах да стане на сопствене ноге. У трећем делу (Адах стиче слободу, стр. 75-96) Адах упознаје Кена.
Епизода се дешава 1878. године.
Кен се у овој епизоди појављује тек на 75 страници.

## Цензура
Због ограниченог броја страница у југословенском издању (94) и разлике у стандардном броју страница италијанског оригинала (96), готово свака епизода југославенског издања је изоставила две странице, што се често погершно тумачи као цензура. У овој епизоди Кен Паркера, међутим, недостају оригиналне странице 91. и 93, које у оригиналу илуструју љубавне сцене између Кена и Адах.

## Претходна и наредна епизода
Овој епизоди претходила је епизода Кочитова скво (ЛМС-625) , а након ње објављена је епизода Дани страха (ЛМС-661). Списак свих епизода Кен Паркер може се погледати овде.